# ГЕС Xīzàng Wǎtuō
ГЕС Xīzàng Wǎtuō (西藏瓦托水电站) — гідроелектростанція на заході Китаю у провінції Тибет. Знаходячись перед ГЕС Jīnhé , входить до складу каскаду на річці Jīnhé, правій притоці Меконгу.
У межах проекту річку перекрили бетонною греблею, яка утримує водосховище з об'ємом 13,8 млн м3 (корисний об’єм 1,2 млн м3) та припустимим коливанням рівня поверхні уопераційному режимі між позначками 3313 та 3315 метрів НРМ (під час повені до 3317,1 метра НРМ).
Машинний зал обладнали трьома турбінами типу Френсіс – двома потужністю по 21 МВт та однією з показником у  8 МВт, які використовують напір у 45 метрів.